# Kedleston Hall

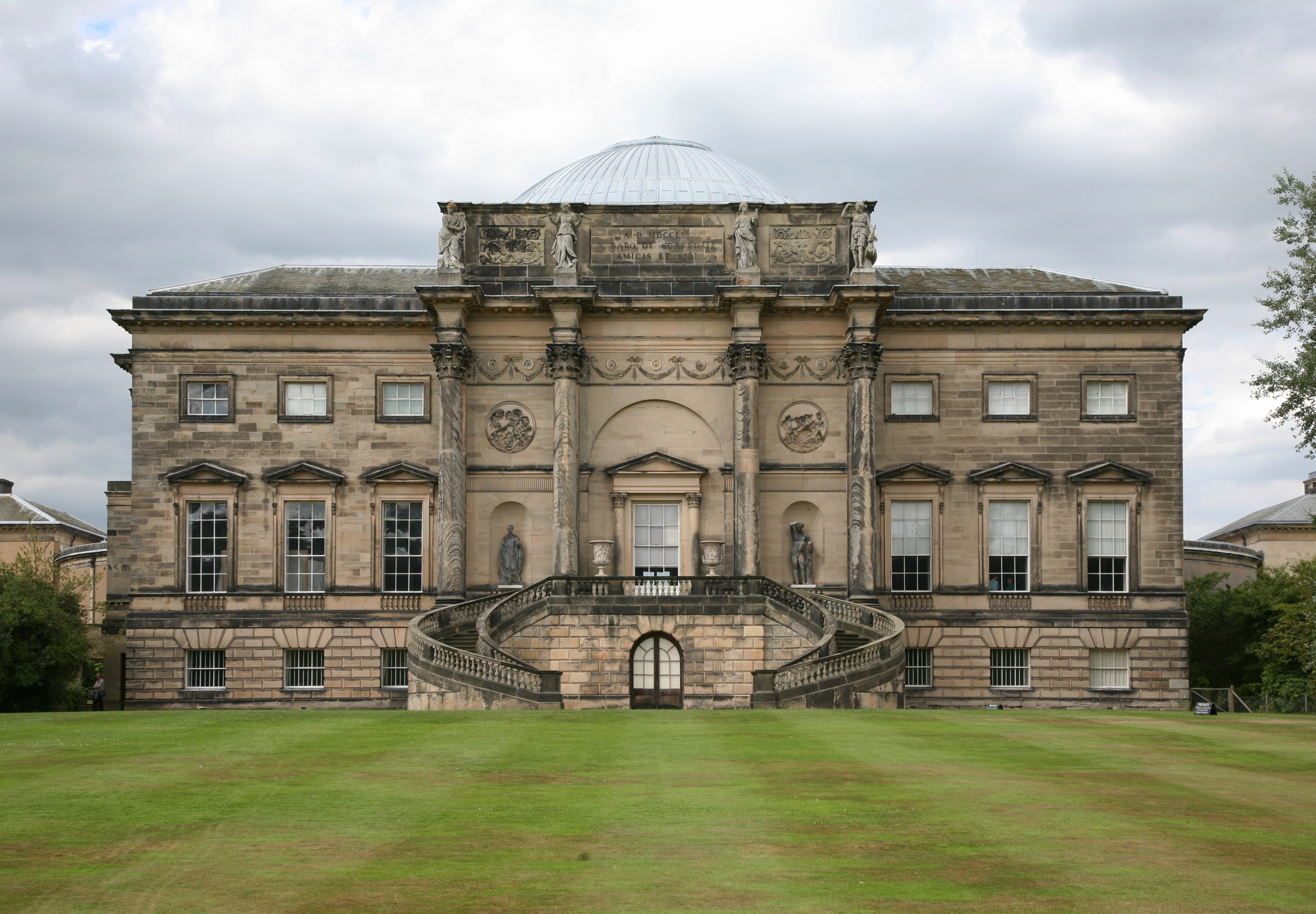
Budynek Kedleston Hall

Kedleston Hall słuchajⓘ – wiejska posiadłość w Derbyshire, około czterech mil (6,44 km) na północny zachód od Derby. Jest ona siedzibą rodziny Curzon, której nazwisko wywodzi się z Notre-Dame-de-Courson w Normandii. Dzisiaj budynek należy do Narodowego Funduszu na Rzecz Renowacji Zabytków (National Trust).
Rodzina Curzonów była właścicielem posiadłości co najmniej od 1297 roku i mieszkała w szeregu rezydencji ziemskich położonych w pobliżu, czyli na terenie dzisiejszego Kedleston Hall. Obecna posiadłość została oddana w 1759 roku Sir Nathanielowi Curzonowi (późniejszy pierwszy baron Scarsdale). Rezydencję zaprojektowali architekci, James Paine i Matthew Brettingham i była ona luźno oparta na planach architekta Andrea Palladio nigdy niewybudowanej Willi Mocenigo. W tym czasie stosunkowo nieznany architekt, Robert Adam, projektował kilka ogrodowych świątyń, aby poprawić krajobraz parku. Curzon był pod takim wrażeniem projektu Adama, że natychmiast uczynił go odpowiedzialnym za budowę nowej posiadłości.
Budynek Kedleston Hall był dla architekta Matthew Brettinghama okazją, żeby udowodnić sobie umiejętność zaprojektowania posiadłości dorównującej Holkam Hall. Szansę tę odebrał mu Robert Adam, który ukończył północną fasadę tak, jak zaprojektował ją Brettingham, lecz z bardziej spektakularnym portykiem.

## Część zewnętrzna

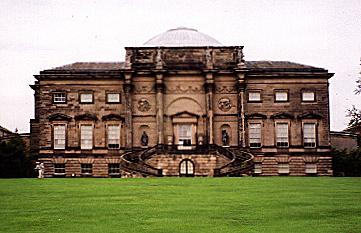
Kedleston Hall. Południowy front Roberta Adama oparty na Łuku Konstantyna Wielkiego w Rzymie.

Projekt trzypiętrowej rezydencji składa się z trzech skrzydeł połączonych dwoma segmentowo kręconymi korytarzami. Parter jest rustykalny, podczas gdy na wyższych poziomach kamień jest gładko obrobiony. Centralna, największa część zawiera pokoje gościnne przeznaczone tylko dla ważnych odwiedzających. Wschodnie skrzydło było wiejską posiadłością zawierającą tylko pokoje do prywatnego użytku rodziny. Identyczne zachodnie skrzydło zawierało kuchnie, pokoje dla służby oraz inne domowe pomieszczenia. Plany jeszcze dwóch pawilonów o identycznych rozmiarach i podobnym wyglądzie nie zostały wykonane (natomiast plany dwóch mniejszych są znane). Następne skrzydła miały zawierać pokój muzyczny w południowo-wschodnim skrzydle oraz konserwatorium i kaplicę w południowo-zachodnim skrzydle. Pawilony te różniłyby się zewnętrznie od ich północnych części poprzez dodanie na piano nobile wielkich oszklonych serliańskich okien na południowych fasadach pawilonów. Miały one składać się tylko z dwóch pięter; półpiętro miało być ukryte w północnej części skrzydła muzycznego. Łączone galerie miały również mieć większe okna niż w północnej części oraz wnęki z klasycznymi rzeźbami.
Jeśli wielka północna fasada (ok. 107 m) jest w palladiańskim stylu zdominowanym przez masywny sześciokolumnowy portyk (ilustracja z prawej), to blok południowy jest klasycznym projektem Roberta Adama. Podzielony jest on na trzy przęsła. Część centralna jest czterokolumnowym łukiem triumfalnym (wzorowanym na Łuku Konstantyna Wielkiego w Rzymie) zawierającym duże szklane drzwi frontowe, sięgające od rustykalnego parteru aż do podwójnych zewnętrznych kręconych schodów. Nad drzwiami na wysokości drugiego piętra znajdują się kamienne girlandy oraz wypukłe medaliony. Cztery korynckie kolumny zakończone są klasycznymi statuami. Cała centralna część fasady jest uwypuklona przez niską kopułę, widoczna jedynie z daleka. Środkową część okalają dwa identyczne skrzydła pięter, każde o szerokości trzech okien, z których te w piano nobile na pierwszym piętrze są najwyższe. Projekt tej fasady zrobiony przez Adama, zawiera ogromny „przepływ” i posiada delikatną, niemal kruchą jakość.

## Wnętrze

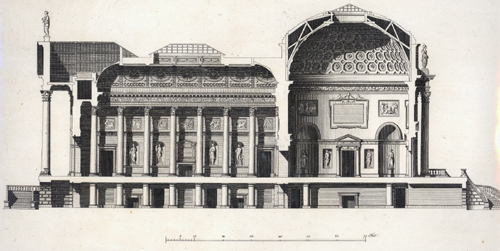
Część krzyżująca korytarz i salon.

Neoklasyczne wnętrze domu zostało zaprojektowane przez Adama tak, aby było nie mniej imponujące niż jego wygląd zewnętrzny. Wchodząc do domu przez wielki północny portyk na piano nobile, stajemy naprzeciw marmurowego korytarza, zaprojektowanego tak, aby sugerował otwarty dziedziniec lub atrium rzymskiej willi. Dwadzieścia żłobionych alabastrowych korynckich kolumn z napisami, podpiera bogato zdobiony gzyms. Wgłębienia w ścianie zawierają klasyczne rzeźby, a ponad nimi znajdują się wykonane w technice grisaille panele. Podłogi wykonane są z inkrustowanego, włoskiego marmuru. Oryginalny projekt tego pokoju autorstwa Matthew Paine’a proponował oświetlenie pokoju konwencjonalnymi oknami, umieszczonymi w północnym końcu pomieszczenia, jednak Adam, chcąc ocieplić go nieco na sposób rzymski, pozbył się rozpraszających okien i oświetlił wszystko z dachu dzięki innowacyjnym szklanym lukom.
Jeśli korytarz jest atrium willi, to przyłączony salon jest jej przedsionkiem. Salon umieszczony za triumfalnym łukiem południowego frontu, podobnie jak marmurowy korytarz, podnosi pełną wysokość domu (ok. 19 metrów do szczytu kopuły oświetlanej przez szklany oculus). Ten okrągły pokój zaprojektowany jako galeria posągów został ukończony w 1763 roku. Motyw dekoracyjny oparty jest na świątyniach Forum Romanum z nowocześniejszymi rozwiązaniami: w czterech masywnych podobnych do apsydy alkowach znajdują się kominki wyszczególnione jako piedestały dla klasycznych urn. Cztery komplety podwójnych drzwi, przez które wchodzi się do pokoju, posiadają ciężkie frontony podparte przez alabastrowe kolumny, a na wysokości drugiego piętra panele wykonane w technice grisaille przedstawiają klasyczne motywy.
Od salonu po odpowiednik głównej sali balowej w części piano nobile rozciąga się atmosfera osiemnastowiecznej Grand Tour, jednak na nieco mniejszą skalę. „Apartament główny”, zwany również główną sypialnią zawiera wspaniałe meble i obrazy, podobnie jak przeznaczony do rysowania pokój z ogromnym weneckim oknem. Jadalnia wraz z gigantyczną apsydą posiada sufit, który Adam zaprojektował w oparciu o Pałac Augusta znajdujący się w ogrodach Farnese. Motyw ten przewija się również przez bibliotekę, pokój muzyczny, na dół przez klatkę schodową (nieukończoną do 1922) na pierwsze piętro do tzw. „korytarza Cezara”. Podczas wyjazdu gości, czasem musiało być ulgą opuszczenie tej świątyni kultury i schronienie się w stosunkowo prostych wnętrzach pawilonu rodzinnego.
W domu wystawione są również ciekawostki dotyczące Lorda Curzona, wicekróla Indii na początku XX wieku, między innymi jego kolekcja dalekowschodnich artefaktów. Pokazana jest również suknia Księżnej Curzon z koronacji Delhi Durban w 1903 roku. Zaprojektowana przez dom mody Worth w Paryżu, była znana jako pawia suknia, ze względu na wiele szlachetnych i półszlachetnych kamieni przyszytych do jej materiału. Teraz natomiast kamienie szlachetne zostały zastąpione przez ich imitacje, niemniej jednak efekt jest równie olśniewający.
W dodatku owa olbrzymia rezydencja wiejska zawiera rozmaite kolekcje obrazów, mebli oraz rzeźb. Fakt, iż Kedleston Hall nazywany jest również Świątynią Sztuki jest całkowicie uzasadniony.

## Ogrody i tereny Kedleston
Obecny wygląd ogrodów oraz terenów Kedleston jest w dużej mierze pomysłem Roberta Adama. W 1758 roku Nathaniel Curzon poprosił Adama aby „zajął się parkiem jeleni oraz terenami rekreacyjnymi”. William Emes, ogrodnik krajobrazowy, podjął pracę w Kedleston w 1756 roku, następnie został zatrudniony przez Curzona, gdzie pozostał aż do 1760 roku, jednakże to Adam odegrał wiodącą rolę w aranżacji ogrodów. Dokładnie w tym okresie nastąpiły pewne zmiany, krajobrazy o bardziej naturalnym wyglądzie zaczęły wypierać pierwsze powstałe ogrody, zaprojektowane przez Charlesa Bridgeman, którego dotychczasowe kanały oraz stawy o kształtach geometrycznych przeobraziły się w kręte jeziora.
Adam zaprojektował wiele świątyń oraz budowli ogrodowych, które w większości nigdy nie zostały zbudowane. Do obiektów, które jednak udało się zrealizować należą widniejąca od strony północnej stróżówka, która przybiera formę łuku triumfalnego, most, kaskada oraz Fishing Room, będący jednym z najbardziej wyrazistych budynków całego parku Kedleston.
Zbudowany w stylu neoklasycznym, Fishing Room jest położony nad brzegiem jeziora, poniżej którego znajduje się łaźnia chłodząca oraz barka mieszkalna. Niektóre projekty budowli ogrodowych, które nie zostały zrealizowane, dorównały majestatyczności samej rezydencji Kedleston Hall. Na przykład Wieża Widokowa zaprojektowana w 1760 roku – mająca około 25m wysokości i około 15m szerokości, zwieńczona kopułą, która z kolei otoczona jest mniejszymi kopułami wież oskrzydlających – mogłaby być bez wątpienia niewielkim neoklasycznym pałacem. Adam pragnął, aby nawet najbardziej prozaiczny budynek przekształcić w cud architektoniczny. Kolejnym niezrealizowanym planem Adama była budowa bażantarni (platforma mająca służyć jako punkt obserwacyjny), która przybrała formę kopulastej świątyni.
W latach siedemdziesiątych XVIII wieku George Richardson zaprojektował sześciokątną altanę, natomiast w 1800 roku oranżerię. Czterdzieści lat przed tym ułożono alejkę zwaną Long Walk, na której zasiano kwitnące krzewy oraz ozdobne drzewa. Mówiono nawet, że w 1763 roku Lord Curzon podarował swojemu ogrodnikowi nasienie niezwykle rzadkiego włoskiego krzewu, Rodo Dendrone, czyli różanecznika.
Ogrody oraz tereny Kedleston dzisiaj, ponad 200 lat później, są prawie wcale niezmienione.